# سن آونگ (داکوتای جنوبی)
سن اونگ(به انگلیسی: St. Onge) یک محدوده ثبت‌نشده در شهرستان لارنس ایالت داکوتای جنوبی کشور ایالات متحده آمریکا است که جمعیت آن در سرشماری سال ۲۰۱۰ میلادی، ۱۹۱ نفر بوده‌است.